# PFK Ludogorets Razgrad
El PFK Ludogorets Razgrad (búlgar: ПФК Лудогорец Разград) o, simplement, Ludogorets, és un equip de futbol de la ciutat de Ràzgrad (Bulgària), que actualment juga al Grup A de Futbol Professional Búlgar, que és la Primera Divisió de la Lliga búlgara de futbol. El club va ser fundat el 2001 com a Ludogorie Football Club. En la seva primera temporada a Primera Divisió, el Ludogorets va aconseguir uns resultats immillorables, guanyant la Lliga i la Copa búlgara de futbol.
El nom del club prové del nom de la regió on està situada la ciutat de Razgrad, que es troba a Deli-Orman (en búlgar Лудогорието, Ludogorieto), al nord-est de Bulgària.
Els colors de l'equip són el verd i el blanc. El seu estadi, on juga els partits com a local, és el Ludogorets Arena, situat a Razgrad, estadi que té una capacitat de 6.000 espectadors i focus elèctrics. Després de vèncer la lliga de Primera Divisió, el primer any que la disputava, el Ludogorets es va convertir en el tercer equip búlgar, després dels més prestigiosos equips del país, el PFC CSKA Sofia i el PFC Levski Sofia, d'assolir el triplet, guanyant la Lliga, la Copa i, finalment, la Supercopa búlgara de futbol.
Des del 2014, la mascota de l'equip és una àliga femella, anomenada Fortuna, que va ser originalment un regal per part de la Lazio.

## Història

### Fundació
El club va ser fundat el 18 de juny del 2001 com a Ludogorie Football Club per Aleksandar Aleksandrov i Vladimir Dimitrov. El 2002 va canviar el seu nom pel de Razgrad 2000 després de fusionar-se amb un equip de futbol juvenil. El Razgrad 2000 va guanyar al seu grup durant uns anys, però no tenia un pressupost prou gran com per jugar la Primera Divisió. A l'acabar la temporada 2005-06, l'equip va ascendir a la Tercera Divisió de la Lliga de Futbol búlgara, la més elevada del futbol amateur.

### Era Domuschiev (2010–present)

#### Ivaylo Petev com a entrenador
La temporada 2009-10, el Razgrad 2000 va tornar a guanyar la promoció d'ascens, aquest cop per pujar a la Segona Divisió búlgara de futbol. El 2010, el club va aconseguir la llicència per anomenar-se Ludogorets Razgrad, un antic equip del 1945, dissolt el 2006. L'any 1945 encara apareix a l'escut de l'equip. El juliol del 2010 Ivaylo Petev va ser nomenat entrenador de l'equip. Aquell setembre, el club va ser comprat per l'home de negocis Kiril Domuschiev, que tenia la clara intenció de fer pujar l'equip fins a la Primera Divisió. La compra va anar acompanyada pel fitxatge de jugadors ja consagrats al futbol búlgar. El maig del 2011 l'equip aconseguia l'ascens a la màxima categoria del futbol búlgar en la que havia estat la primera temporada de l'era Domuschiev. Era el primer cop que el Ludogorets aconseguia aquesta fita.
Abans de començar la temporada 2011-12, l'equip va contractar els jugadors Emil Gargorov, Alexandre Barthe, Stanislav Genchev, Svetoslav Dyakov, Uroš Golubović, Ľubomír Guldan i Marcelinho. Ivan Stoyanov va signar com a nou entrenador de l'equip durant el primer mes de la temporada. El club de Razgrad va aconseguir nou victòries consecutives en el que va ser la seva estrena a la Primera Divisió, abans de la primera derrota, per 2-1, contra el PFC Litex Lovech. En l'últim partit abans de la parada hivernal, el Ludogorets va empatar 2–2 amb el PFC CSKA Sofia, acabant la primera volta de la competició en primera posició. No obstant, després de tres derrotes seguides comtra el Lokomotiv Plovdiv, l'Slavia Sofia i el Cherno More), el Ludogorets es va veure superat pel CSKA Sofia quan estava acabant la temporada. Finalment, l'última jornada de lliga va decidir el campionat, enfrontant el Ludogorets amb el CSKA Sofia. L'equip de Razgrad va vèncer per 1-0 gràcies al gol marcat per Miroslav Ivanov, ex-jugador del Levski Sofia, màxim rival del CSKA. El partit era, efectivament, un partit pel títol, ja que abans de començar, el Ludogorets es trobava dos punts per sota de l'equip de Sofia, provocant que la victòria convertís al Ludogorets Razgrad en campió de la Lliga de Primera Divisió búlgara la primera temporada que la disputava, només un punt per sobre del CSKA. El 16 de maig del 2012, el Ludogorets va completar el doblet domèstic al guanyar la Copa búlgara de futbol, després de vèncer en la final per 2-1 al Lokomotiv Plovdiv al Lazur Stadium de Burgàs.
L'agost del 2012 l'equip de Razgrad va guanyar la Supercopa búlgara de futbol, després de vèncer al Lokomotiv Plovdiv per 3-1, que la disputava en qualitat de subcampió de la Copa, esdevenint així el primer equip en assolit el triplet domèstic en la seva primera temporada a Primera Divisió.
El Ludogorets va començar la temporada 2012-13 amb vuit victòries consecutives i nou partits sense conèixer la derrota, acabant la primera volta en primera posició, com la temporada anterior, amb només una derrota i set gols en contra en 15 partits. Però en la Copa l'equip va ser eliminat als 32ns de final pel CSKA Sofia, després d'un global de l'eliminatòria de 2-2, però amb el gol average favorable a l'equip de la capital. A falta de tres jornades pel final de la competició, el Ludogorets anava en primera posició, però llavors l'equip va perdre per 1-0 contra el Levski Sofia, provocant que el Levski passés a liderar la classificació. Igual que la temporada anterior, va ser en l'última jornada la que decidiria el campió de la Lliga búlgara, però en aquest cas el Ludogorets no depenia només d'ell mateix. L'equip de Razgrad va vèncer el seu partit contra el PFC Montana, mentre que el Levski no va aconseguir guanyar contra l'Slavia Sofia, empatant 1-1. Aquest resultat va permetre al Ludogorets guanyar el seu segon títol de lliga consecutiu.
Aquella temporada 2012-13, com a vigent campió de la Lliga i de la Copa, el Ludogorets va entrar en la segona ronda de classificació per tal de disputar la Lliga de Campions de la UEFA, tot i que va ser eliminat per un global de 3-4 davant del Dinamo de Zagreb.
En l'inici de la temporada 2013-14 el Ludogorets també va disputar la prèvia de la Lliga de Campions, arribant fins a l'última ronda després d'eliminar els conjunts del Slovan de Bratislava i del Partizan de Belgrad, però finalment van ser eliminats pel FC Basel suís.
El 10 de juliol del 2013, el Ludogorets va jugar la seva segona Supercopa consecutiva, aquest cop contra el campió de la Copa anterior, el Beroe Stara Zagora. Després d'empatar 1-1 al final del partit, la final es va decidir als penalts. Finalment, el Beroe es va endur el títol (5-3), després que Marcelinho fallés el tercer llançament pel Ludogorets. Aquesta derrota, acompanyada posteriorment per l'esdevinguda en la primera jornada de lliga, va suposar la destitució de l'entrenador Ivaylo Petev. El 23 de juliol es va fer càrrec de l'equip Stoycho Stoev.

#### Stoycho Stoev com a entrenador
Durant la temporada 2013-14, el Ludogorets va aconseguir el seu tercer campionat de lliga consecutiu, dues jornades abans d'acabar la fase regular. Van acabar nou punts per sobre del subcampió, el CSKA Sofia. Aquest títol convertia l'equip de Razgrad en el primer club de futbol búlgar que no era de la capital, Sofia, en aconseguir tres lligues consecutives.
En el torneig de copa d'aquell any, després d'eliminar el Dunac Ruse per un global de 6-2, el Ludogorets va tenir l'oportunitat de venjar la derrota en la Supercopa uns mesos abans. Durant la segona ronda de competició, l'equip de Razgrad es va enfrontar amb el Beroe. Tot i que l'anada va acabar amb una victòria ajustada del Ludogorets (2-1), en el partit de tornada el Beroe no va poder passar de l'empat a 1; d'aquesta manera, les àligues van poder treure's, en part, l'espina de la final perduda. Després d'aquest pas, l'equip de Razgrad va aconseguir eliminar el Lovech (parcial de 4-2) a quarts de final, i al Lokomotiv Plovdiv (parcial de 2-1) a semifinals, aconseguint així classificar-se per a la final de copa d'aquella temporada 2013-2014. La final va enfrontar les àligues amb el Botev Plovdiv. Finalment, l'equip de Razgrad va alçar-se amb el títol de campió de la copa al vèncer el Botev Plovdiv per 1-0.
Com que l'equip búlgar havia arribat fins a l'última ronda de classificació de la Copa d'Europa, va poder disputar la fase de grups de la Lliga Europa de la UEFA. El Ludogorets va quedar en primera posició guanyant cinc dels sis partits disputats, aconseguint les dues victòries davant d'equips històrics com el PSV Eindhoven o el Dinamo de Zagreb. Només van perdre punts en l'empat 1-1 contra l'equip ucrainès del Txornomorets Odessa. A setzens de final, l'equip búlgar es va enfronatar amb el conjunt italià de la Lazio. Tot i que no partien com a favorits, l'anada va acabar amb el resultat d'1-0 a favor del Ludogorets gràcies a un gol de Roman Bezjak. Amb aquest lleuger avantatge, els homes de Stoycho Stoev van aconseguir empatar 3-3 amb la Lazio, aconseguint així el pas a vuitens de final. Finalment, el Ludogorets va quedar eliminat a vuitens de final, on es va enfrontar amb el València. El global de l'eliminatòria va ser de 4-0, quedant 0-3 a Bulgària i 1-0 a València.
A l'inici de la temporada 2014-15, els mals resultats aconseguit per l'equip búlgar van provocar que Stoev fos despatxat. Dels primers cinc partits oficials, el Ludogorets només va ser capàs de vèncer al Football 1991 Dudelange de Luxemburg (4-0), en la prèvia de la Lliga de Campions de la UEFA. A més a més, l'equip encara entrenat per Stoev no va poder marcar cap gol en els dos primers partits de Lliga. En el seu lloc, la direcció del Ludogorets va posar-hi Gueorgui Dermendjiev.

#### Gueorgui Dermendjiev com a entrenador
Després de la destitució de Stoev, Gueorgui Dermendjiev, que fins llavors era el director del planter de l'equip de Razgrad, es va fer càrrec de l'equip. Dermendjiev, amb anterioritat, havia estat el segon entrenador del Ludogorets, de manera que ja tenia certa experiència en aquest càrrec. Després dels mals resultats que van portar a l'elecció del Georgi, el nou entrenador va debutar amb victòria per 3-0 davant del PFC Marek Dupnitsa, el 2 d'agost de 2014. Finalment, després d'anys d'intentar-ho, la temporada 2014-15 el Ludogorets va aconseguir l'objectiu de classificar-se per a la UEFA Champions League. Havent eliminat al Partizan a la segona ronda de classificació, l'equip búlgar va quedar aparellat amb l'Steaua de Bucarest a l'última eliminatòria. Després de perdre 1-0 a Romania, el Ludogorets va aconseguir igualar l'eliminatòria en l'últim minut del partit a Razgrad. Al no marcar cap equip en la pròrroga, l'equip classificat per a la fase de grups havia de sortir dels penals, però l'expulsió del porter Vladislav Stoyanov al minut 120, havent realitzat els tres canvis permesos el Ludogorets, obligava al defensa romanès Cosmin Moți a situar-se sota pals durant la tanda de penals. Finalment, Moti va aconseguir para dues de les penes màximes, guanyant l'equip búlgar per 6-5 i classificant-se, així, per disputar la Champions 2014-15. En el sorteig de la primera fase, celebrat el 28 d'agost, l'equip búlgar va quedar enquadrat en el grup B, juntament amb el Reial Madrid, el Liverpool i el Basilea.

## Palmarès
- Grup A de Bulgària (13): 2011–12, 2012–13, 2013-14, 2014-15, 2015-16, 2016/17, 2017/18, 2018/19, 2019/20, 2020/21, 2021/22, 2022/23, 2023/24
- Copa búlgara (3): 2012, 2014, 2023
- Supercopa búlgara (2): 2012, 2014